# Poa hayachinensis
Poa hayachinensis är en gräsart som beskrevs av Gen-Iti Koidzumi. Poa hayachinensis ingår i släktet gröen, och familjen gräs. Inga underarter finns listade i Catalogue of Life.